# Редліно
Редліно (пол. Redlino) — село в Польщі, у гміні Білоґард Білоґардського повіту Західнопоморського воєводства.
Населення — 331 особа (2011).
У 1975-1998 роках село належало до Кошалінського воєводства.

## Демографія
Демографічна структура станом на 31 березня 2011 року:
|          | Загалом | Допрацездатний вік | Працездатний вік | Постпрацездатний вік |
| -------- | ------- | ------------------ | ---------------- | -------------------- |
| Чоловіки | 169     | 32                 | 123              | 14                   |
| Жінки    | 162     | 32                 | 99               | 31                   |
| Разом    | 331     | 64                 | 222              | 45                   |